# Gorzykowo (przystanek kolejowy)
Gorzykowo – dawny przystanek kolejowy (Gnieźnieńska Kolej Wąskotorowa) w Gorzykowie, w województwie wielkopolskim, w Polsce. Oddany do użytku w 1884 roku.